# Megan Griffiths

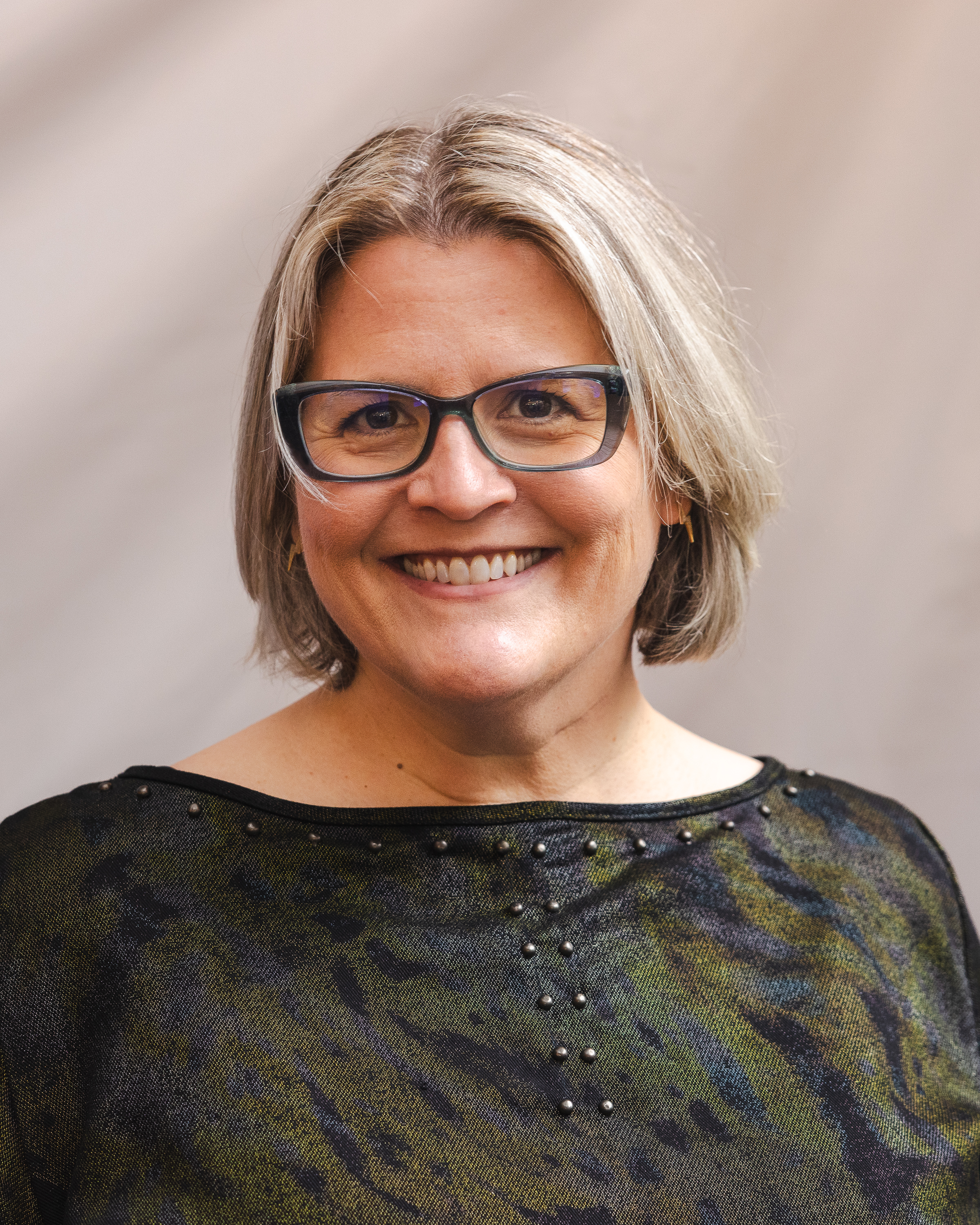
Griffiths beim Seattle International Film Festival 2025

Megan Griffiths (* 22. April 1975 in Athens, Ohio) ist eine US-amerikanische Filmemacherin, Kamerafrau, Regisseurin und Drehbuchautorin, die in Seattle, Washington lebt und Vorstandsmitglied des Northwest Film Forums ist.

## Jugend und Ausbildung
Griffiths wurde in Athens, Ohio geboren, verbrachte aber ihre Teenagerzeit in Moscow, Idaho, wo sie auf der dortigen High School die Hochschulreife erlangte und auf der University of Idaho studierte, die sie mit einem B.A. in Visual Communications 1997 abschloss.
Griffiths erhielt einen M.F.A. im Fach Film Production von der School of Film der Ohio University 2000/2001.
Bereits während ihrer Studienzeit schrieb sie ausgezeichnete Drehbücher, die sie auch als Regisseurin umsetzte und dafür mehrfach Preise erhielt.
Seit 2006 war sie Regieassistentin tätig. Nach einigen Kurzfilmen drehte sie 2011 mit The Off Hours ihren ersten Langfilm. Seither ist sie für Film und Fernsehen tätig.

## Filmografie (Auswahl)
- 2002: Shag Carpet Sunset – Kameraregie[4]
- 2003: First Aid for Choking – Autorin, Regisseurin, Produzentin
- 2007: Zoo – Regieassistentin[8]
- 2008: Moving (Kurzfilm) – Autorin, Regisseurin
- 2009: Eros (Kurzfilm) – Autorin, Regisseurin
- 2011: The Off Hours – Autorin, Regisseurin
- 2012: Eden – Autorin, Regisseurin
- 2013: Lucky Them – Auf der Suche nach Matthew Smith (Lucky Them)[4] – Regisseurin
- 2019: Eine wie Alaska (Looking for Alaska, Fernsehserie, 1 Folge)

## Auszeichnungen
- 2011 Emergent Narrative Female Director audience award, South by Southwest, 2011[9]
- 2012 The Stranger Genius Award für Film, 2012[10]
- 2013 Best Director, Audience Award für Eden des Filmfestes Mailand